# کهنه خودات قازمالار
کهنه خودات قازمالار Köhnə Xudat Qazmalar یک منطقه مسکونی در جمهوری آذربایجان است که در شهرستان قوسار واقع شده است. کهنه خودات قازمالار ۶۶۳ نفر جمعیت دارد.